# Elbbrücke Dömitz (Eisenbahn)
Die Elbbrücke Dömitz war eine 986 Meter lange Eisenbahnbrücke über die Elbe und gehörte zu den längsten Strombrücken Deutschlands. Das teilzerstörte Bauwerk liegt bei Dömitz und war Teil der Bahnstrecke von Wittenberge nach Lüneburg. 
Im August 2023 wurde auf vier sanierten Vorlandbrückenbögen ein Skywalk von 130 Meter Länge eröffnet.

## Geschichte

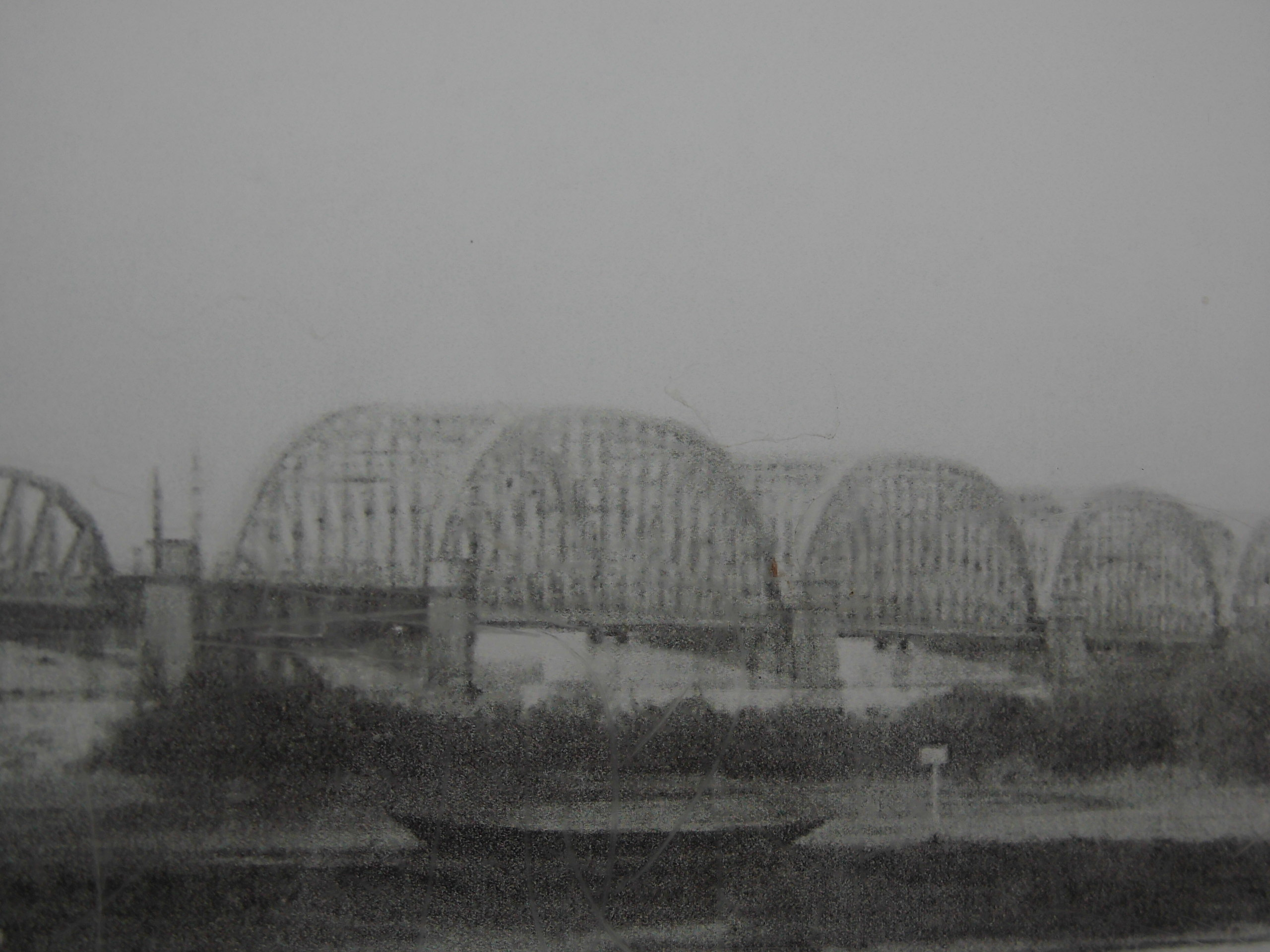
Drehbrücke und Bögen über das Flussbett

Die Eisenbahnüberführung wurde in den Jahren von 1870 bis 1873 als zweigleisige Brücke errichtet. Sie bestand am westlichen Elbufer aus 16 Vorlandbrücken mit Stützweiten von je 33,9 m. Das Flussbett wurde mit vier Brückenfeldern bei Stützweiten von je 67,8 m und einer Drehbrücke mit 2 × 18,2 m überspannt. Das östliche Vorland überbrückten weitere vier Brücken bei Stützweiten von je 33,9 m.
Die Überbauten waren Balkenbrücken mit schmiedeeisernen Fachwerkträgern und untenliegender Fahrbahn. Die Längsträger wurden als Schwedlerträger ausgeführt, deren Konstruktionshöhe mit maximal 10 m dem Verlauf der Momentenbeanspruchung näherungsweise folgte. Der Berliner Ingenieur Ernst Häseler plante das Bauwerk, das Brückenbauunternehmen Harkort’sche Fabrik von Johann Caspar Harkort aus Duisburg errichtete es. Aufgrund der Nähe zur Festung Dömitz wurden der Berlin-Hamburger Eisenbahn-Gesellschaft folgende Bauauflagen erteilt, um die Brücke gegen einen Elbübertritt des Feindes verteidigen zu können: Die Elbbrücke bei Dömitz darf höchstens 2000 Schritt von der Zitadelle zu Dömitz entfernt sein und muß eine Drehbrücke, ähnlich wie bei der Brücke zu Hämerten enthalten. Außerdem sind zwei Strompfeiler mit Demolierungsminen zu versehen und die beiderseitigen Zugänge der Brücke durch tambourartige Abschlüsse mit Wachtblockhäusern zu sichern.(…) Die Gesellschaft kann für Kriegsbeschädigungen und Demolierungen, es mögen solche vom Feinde ausgehen, oder im Interesse der Landesvertheidigung veranlaßt werden, weder vom Territorial-Staate noch vom Norddeutschen Bund einen Ersatz in Anspruch nehmen. Auch aus diesem Grund befand sich an jedem Brückenende ein wehrhaft ausgebautes Brückenhaus, wie es heute noch linkselbisch vorhanden ist. Beide Brückenhäuser sollten im Kriegsfall die Verteidigung der Brücke verbessern. Dazu sollte auch die unmittelbare Nähe zur Dömitzer Festung beitragen, die zur Bauzeit der Brücke noch militärisches Objekt und Standort eines mecklenburgischen Regimentes war.

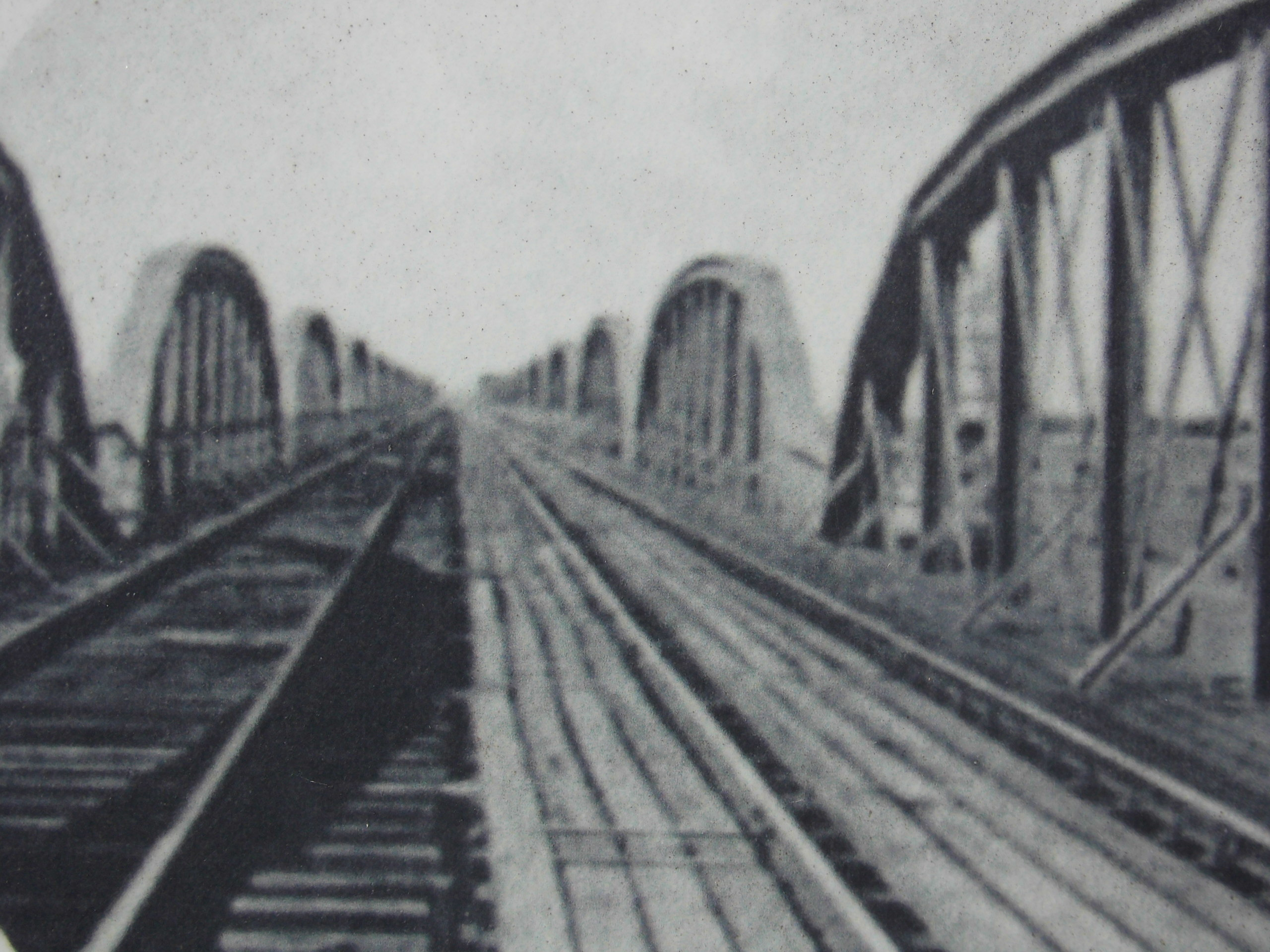
Nutzungszustand: Zweigleisiger Ausbau, ein Gleis mit Bohlenbahn

Da die Hauptstrecke keine überregionale Bedeutung erlangte, reichte für das Verkehrsaufkommen der eingleisige Betrieb. Folglich war auch auf der zweigleisig angelegten Eisenbahnbrücke nur ein Gleis genutzt.
Nach einem Luftangriff am 20. April 1945 stürzte der östliche Überbau vor der Drehbrücke in die Elbe. Weil das Bauwerk die innerdeutsche Grenze querte, unterblieb ein Wiederaufbau. Im Jahr 1978 wurden aufgrund von Einsturzgefahr die verbliebenen drei Strombrücken und deren Pfeiler abgerissen, 1988 folgte der Abriss der im östlichen Abschnitt auf DDR-Gebiet erhaltenen Reste mit der Drehbrücke und den zugehörigen Vorlandbrücken. Heute existieren noch die 16 westlichen Vorlandbrücken mit dem zugehörigen Brückenkopf; sie stehen unter Denkmalschutz.
Im Jahre 2009 wurde die Brücke vom Eigentümer, der Deutschen Bahn, meistbietend zum Verkauf angeboten. Die Versteigerung der Brücke inklusive mehr als 70.000 m² Grundstücksfläche fand am 10. April 2010 in Berlin statt, das Mindestgebot wurde vom Auktionshaus auf 19.800 Euro festgesetzt. Den Zuschlag erhielt ein niederländisches Immobilienunternehmen für die Summe von 305.000 Euro. Von 2017 bis 2018 wurde der westliche Brückenkopf restauriert. Im August 2023 wurde ein Skywalk von 130 Meter Länge eröffnet, der über die ersten vier Brückenbogen im südwestlichen Vorland führt. In umfangreichen Vorarbeiten wurden zunächst die 16 Brückenpfeiler aus Naturstein instand gesetzt. Weitere Arbeiten waren im Bereich der Stahlkonstruktion an Lagern, Nieten und Profilen notwendig. Die Gesamtkosten für das Projekt lagen bei knapp acht Millionen Euro.
Der Ausbau von zwölf weiteren Brückenbögen als Aussichtsplattformen ist geplant.

## Bilder

Ruine der Eisenbahnbrücke am flussabwärts linken (niedersächsischen) Elbufer
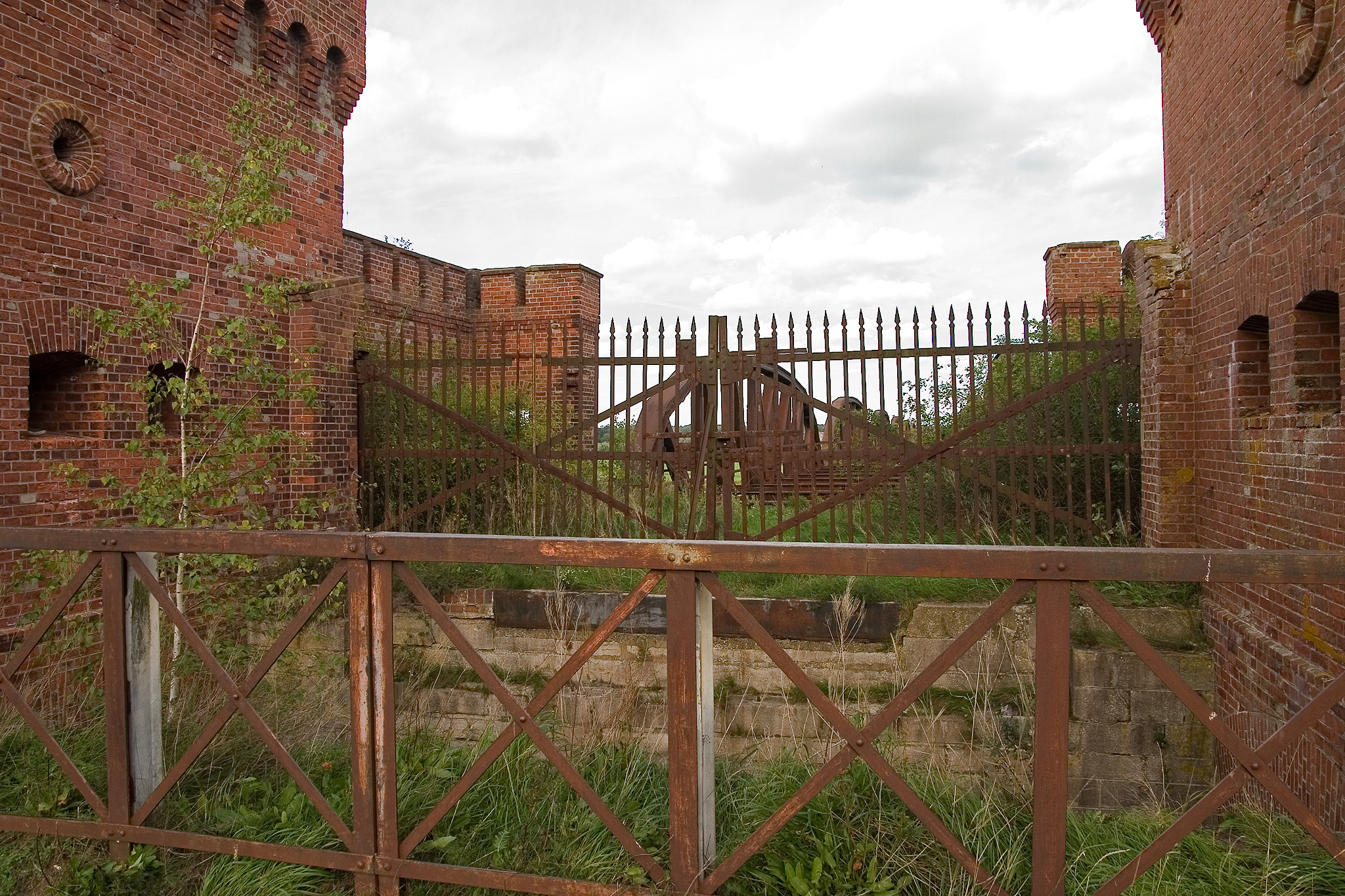
Schmiedeeisernes Tor von 1873
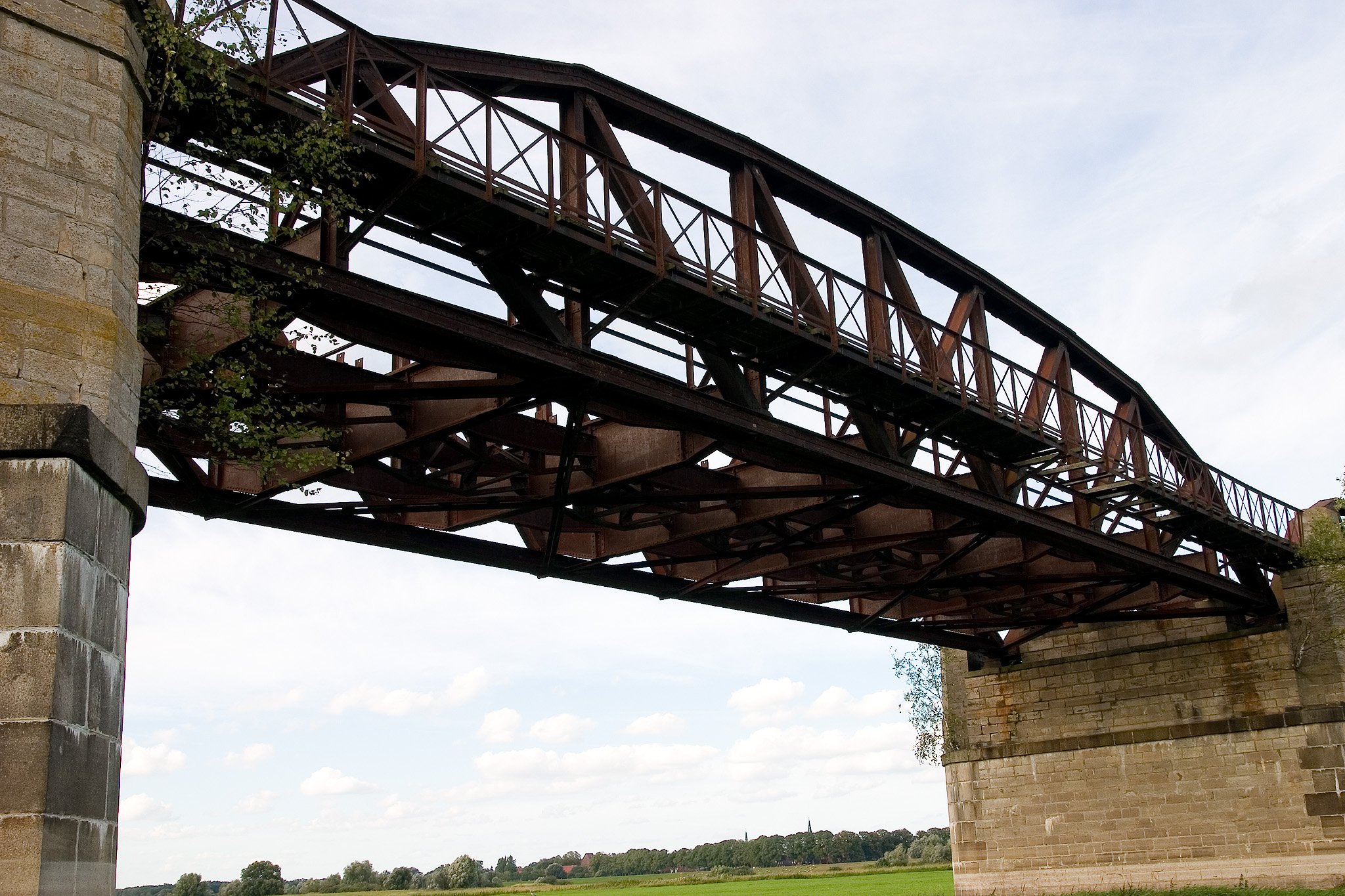
Im Überschwemmungs- gebiet hatten die Brückenbogen eine Spannweite von 33,90 m
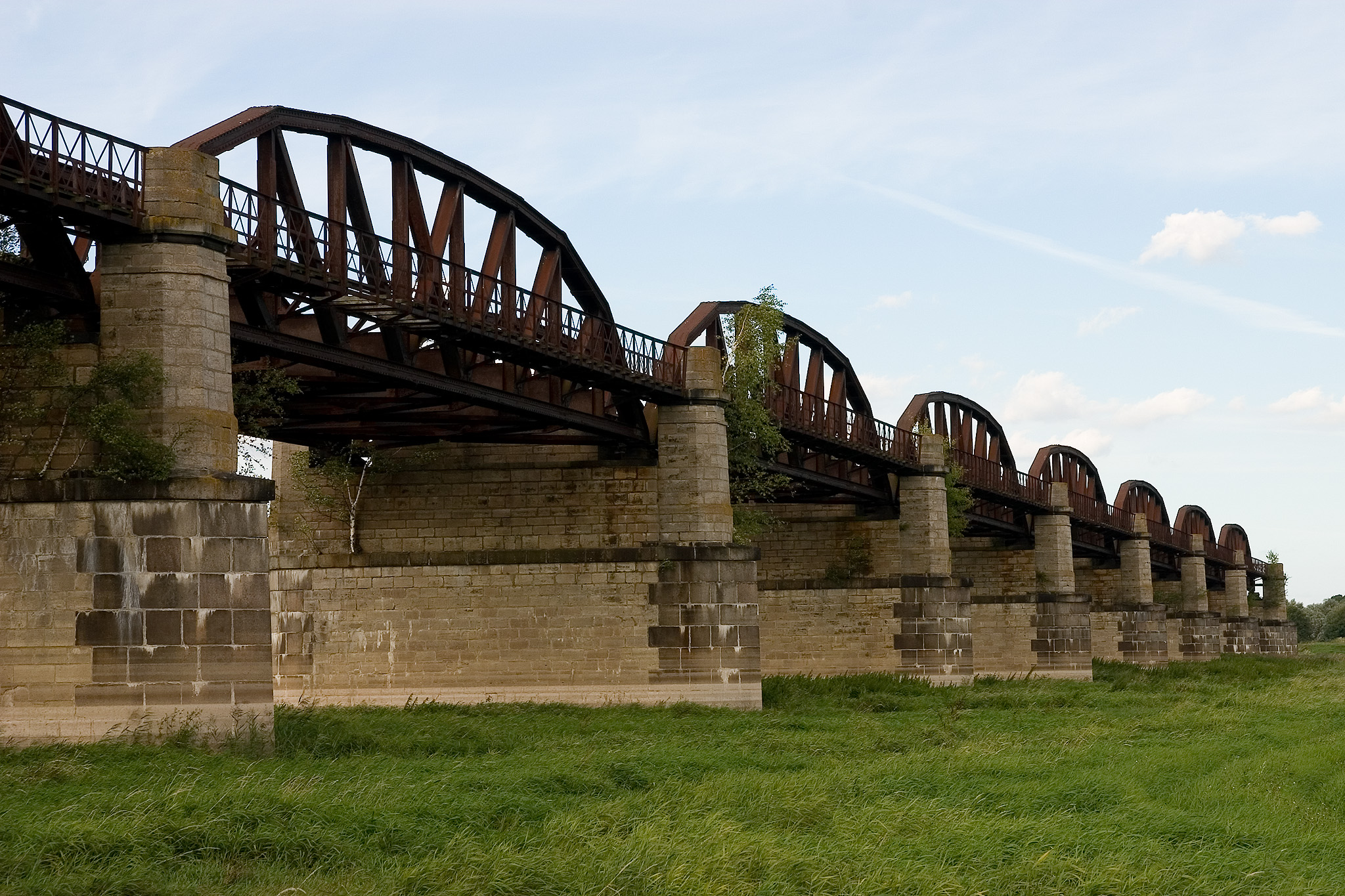
Am linken Elbufer sind die Brückenbögen im Überschwemmungs- gebiet noch erhalten
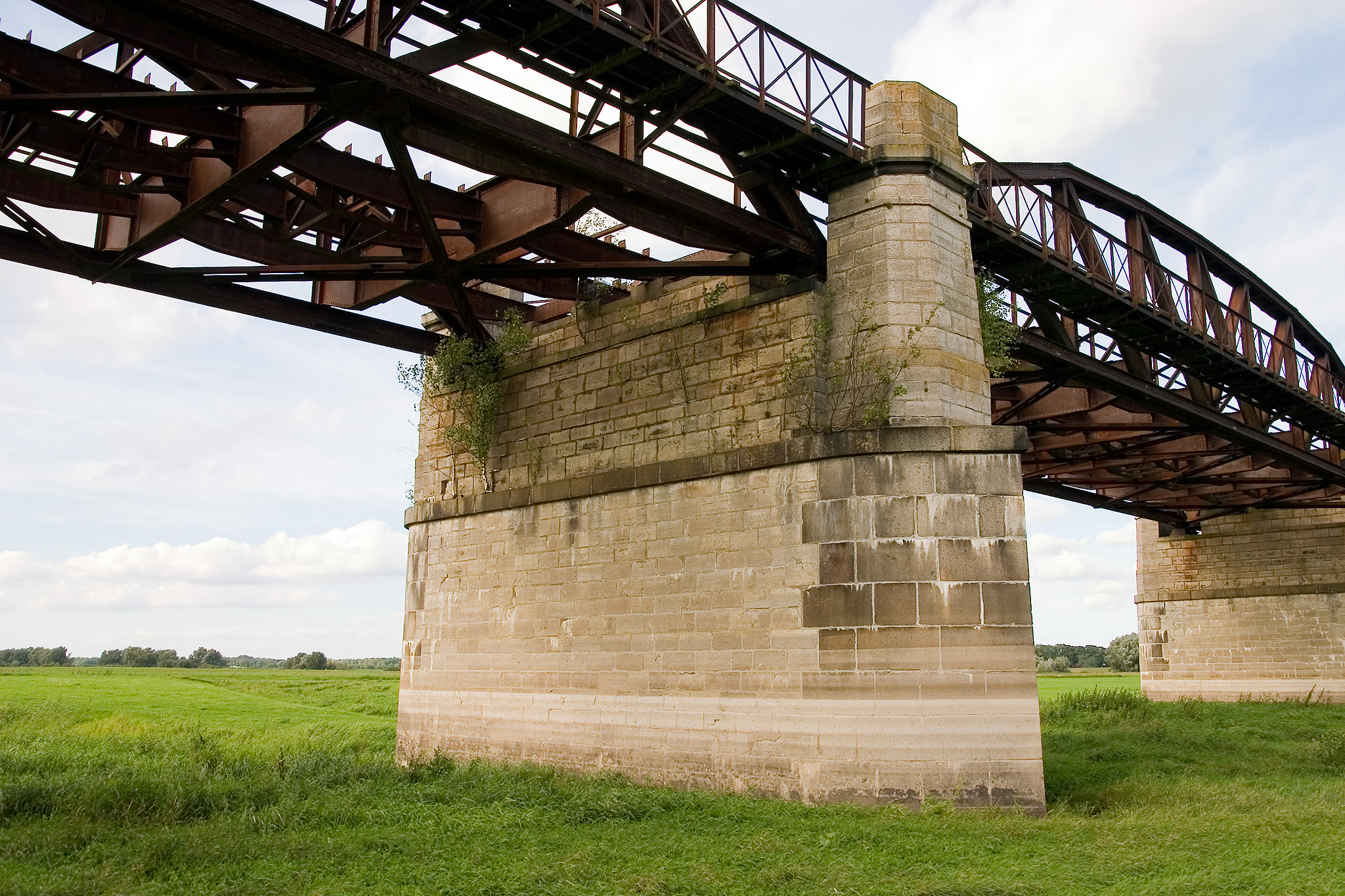
Seitenansicht eines Brückenpfeilers im Überschwemmungs- gebiet
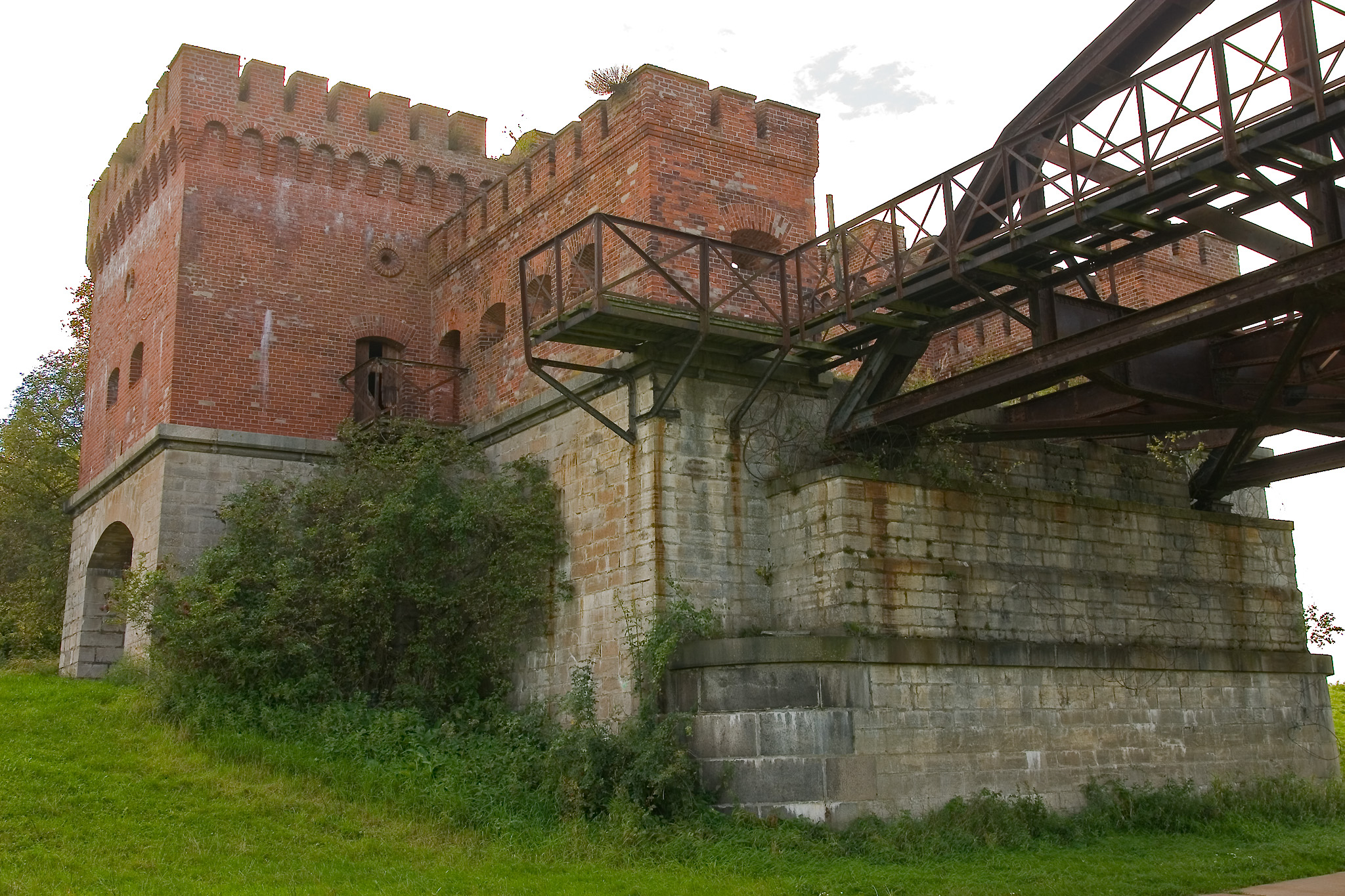
Widerlager des ersten Brückenbogens am Brückenhaus des linken Elbufers
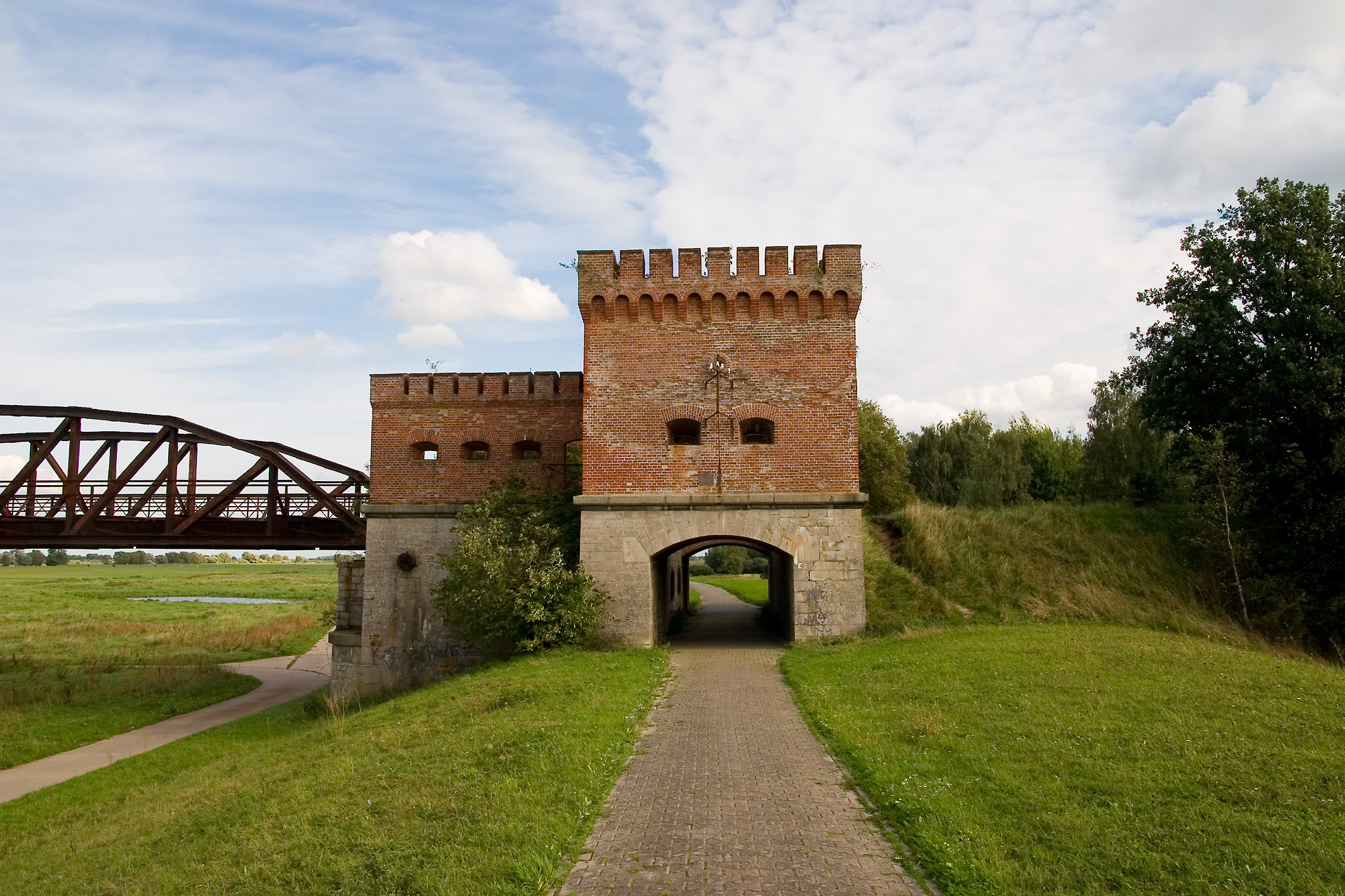
Seitenansicht des Brückenhauses; rechts im Bild der Bahndamm, links die Brücke
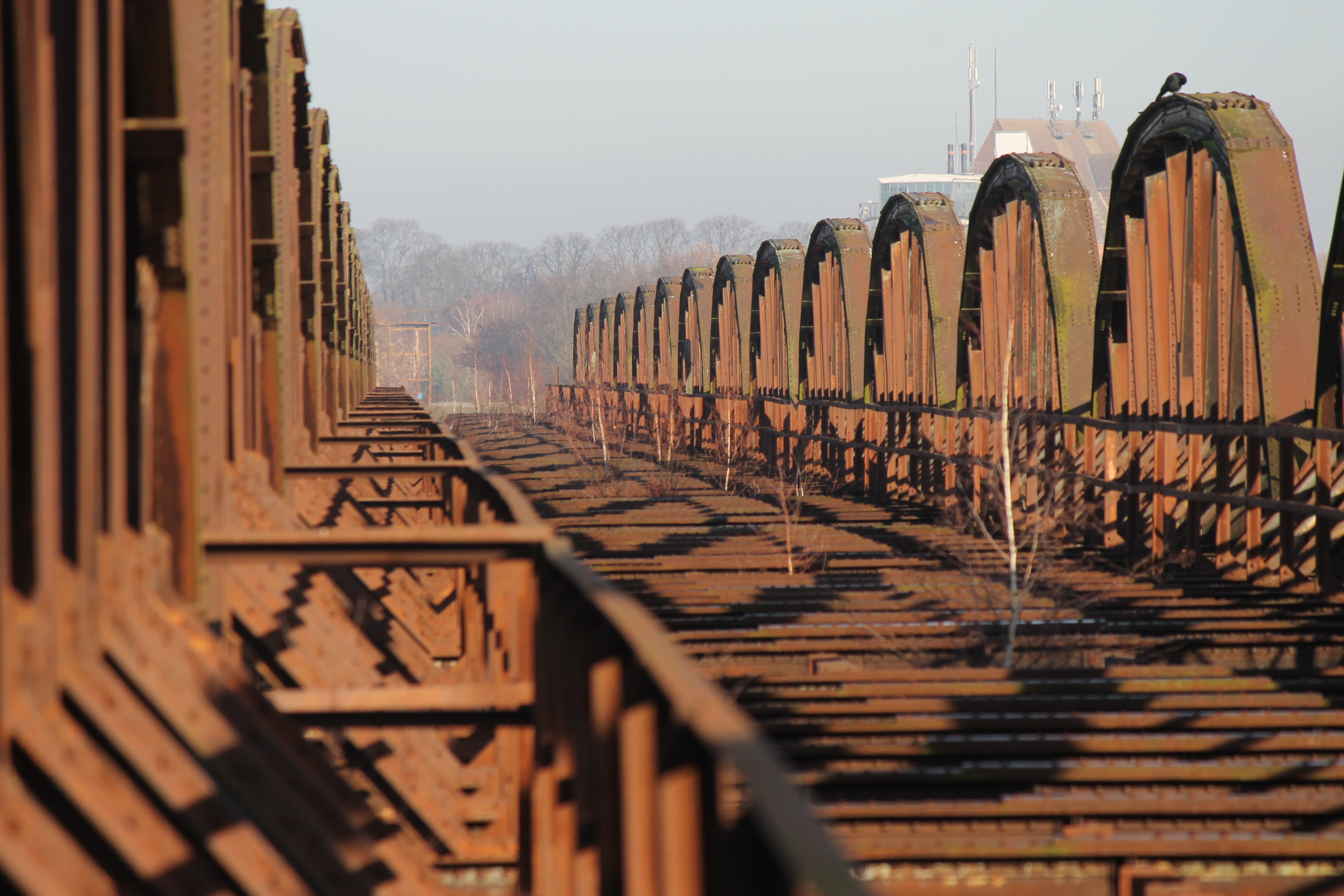
An die 16 noch stehenden kleinen Brückenbögen schlossen sich vier große Brückenbögen über den Elbestrom an
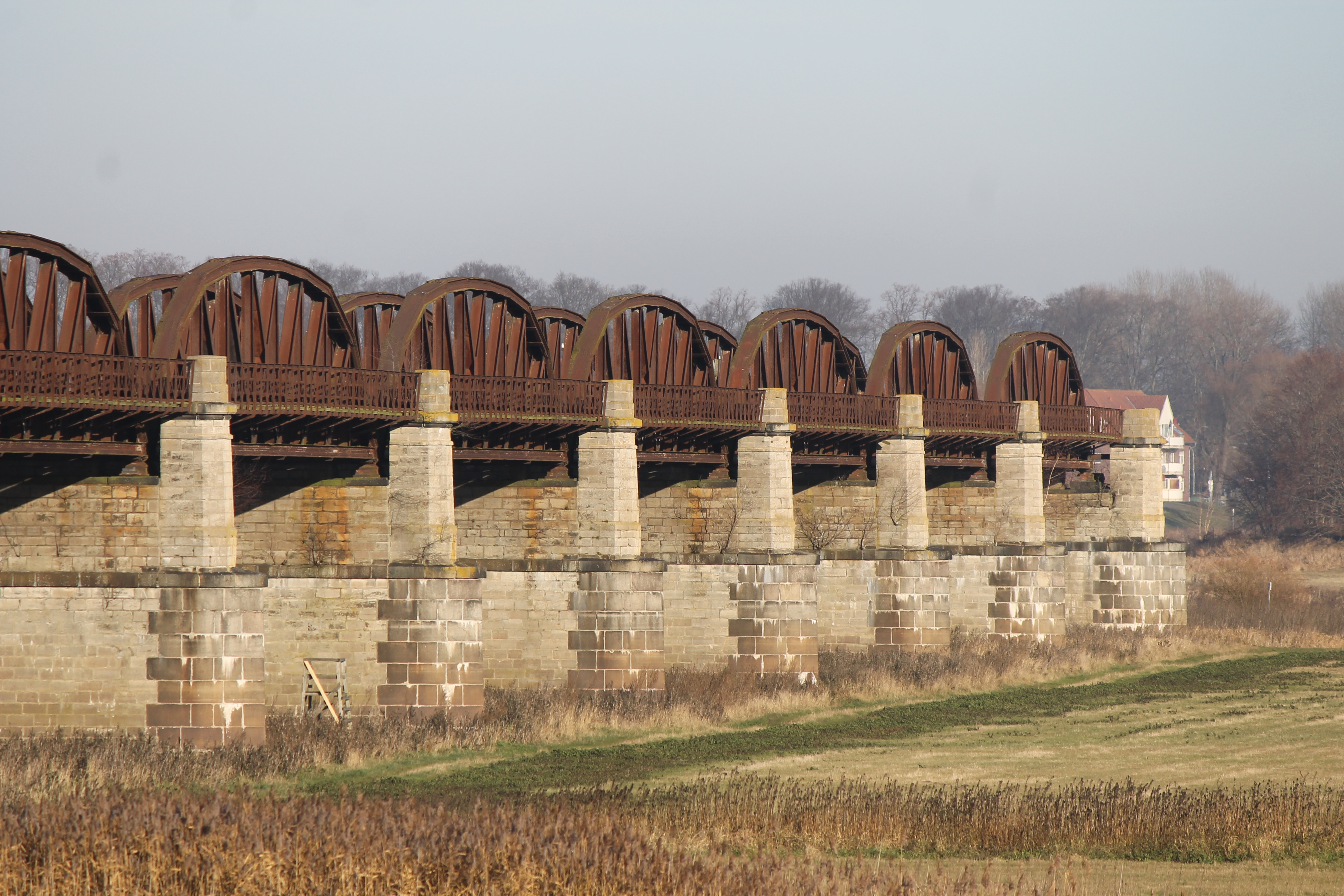
Nach 542,4 Metern endet die Elbbrücke heute im Nichts